# Andrea Bellunello
Andrea Bellunello ou Andrea da San Vito ou encore Andrea di Foro (Belluno, 1430 - 1494)  est un peintre italien de la première Renaissance.

## Biographie
Andrea Bellunello est né à Belluno, chef-lieu de la province éponyme en Vénétie ; néanmoins sa patrie effective est San Vito et il a été actif dans la région environnante du Frioul et à Udine. Il est considéré comme un des promoteurs du renouveau de l'école frioulane de peinture grâce à son adhésion aux canons artistiques de la Renaissance.
Dans son œuvre La Crucifixion (1476) se revèlent encore des éléments artisanaux aussi bien dans l'échelle chromatique que dans les signes tandis que quatre ans plus tard dans le  polyptyque de San Floriano et dans la Vierge à l'Enfant de l'église paroissiale de  San Vito, une de ses œuvres les plus significatives, des traces du renouveau poétique sont déjà évidentes.
Il a travaillé avec Francesco Squarcione et a influencé Gianfrancesco da Tolmezzo et son école.

## Œuvres
- Madonna con Bambino (1481), sculpture sur bois, église de Cavarzano di Belluno,
- Madonna con Bambino, paroissiale de Savorgnano, San Vito al Tagliamento,
- San Vincenzo Ferreri, fresque, église de Frari, San Vito al Tagliamento
- La Crocifissione (1476), huile sur toile, 284 × 908 cm, Musée civique, Udine,
- Madonna in trono con Bambino ed i SS.Rocco e Sebastiano, angeli, fresque, Oratorio SS. Filippo e Giacomo, S.Martino al Tagliamento
- I SS.Rocco e Sebastiano con devoto, fresque, église paroissiale de Savorgnano, S.Vito al Tagliamento,
- Madonna in trono con Bambino, fresque, Dôme, Oderzo,
- Polittico di San Floriano, huile sur bois, église San Floriano, Forni di Sopra, Udine,
- Madonna della Misericordia, église Santa Maria delle Grazie, Prodolone,
- Madone trônant avec l'Enfant entre saint Jean-Baptiste et saint Thomas Musée Correr[3]

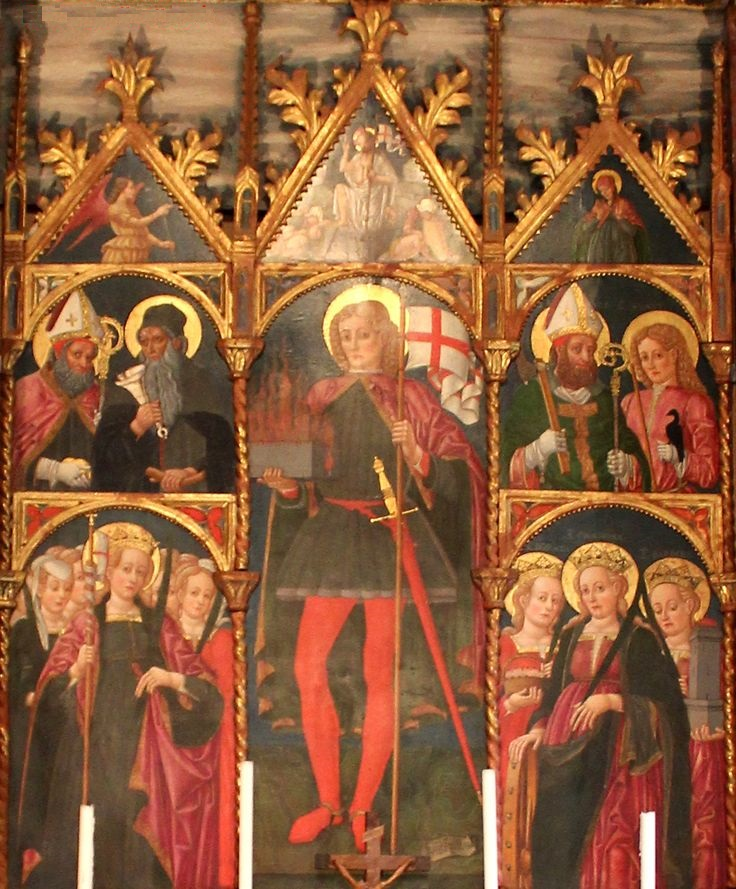
Polyptyque de San Floriano
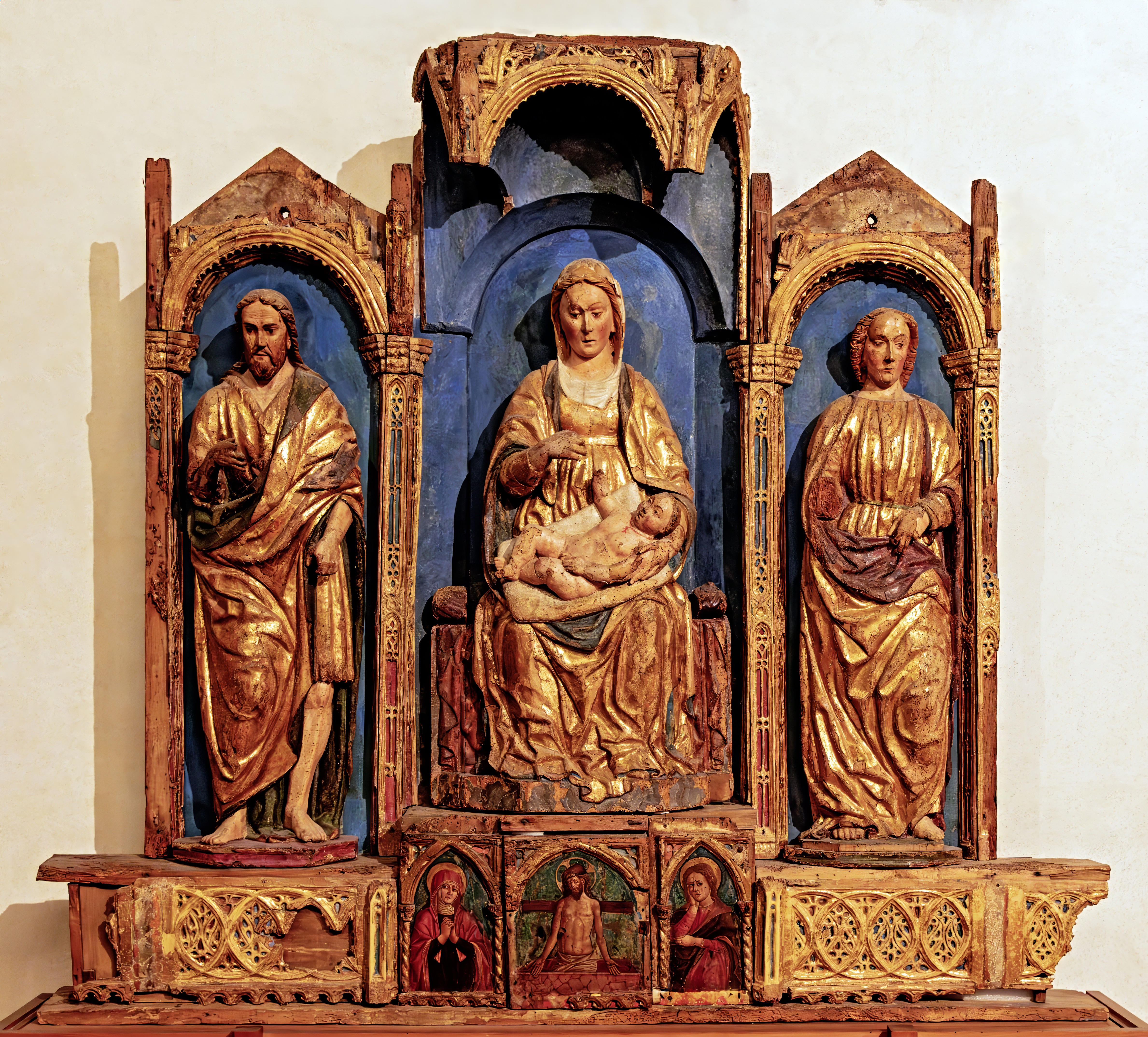
Madone trônant avec l'Enfant entre saint Jean-Baptiste et saint Thomas Musée Correr

## Sources
- (it) Cet article est partiellement ou en totalité issu de l’article de Wikipédia en italien intitulé « Andrea Bellunello » (voir la liste des auteurs).